# Piedfort

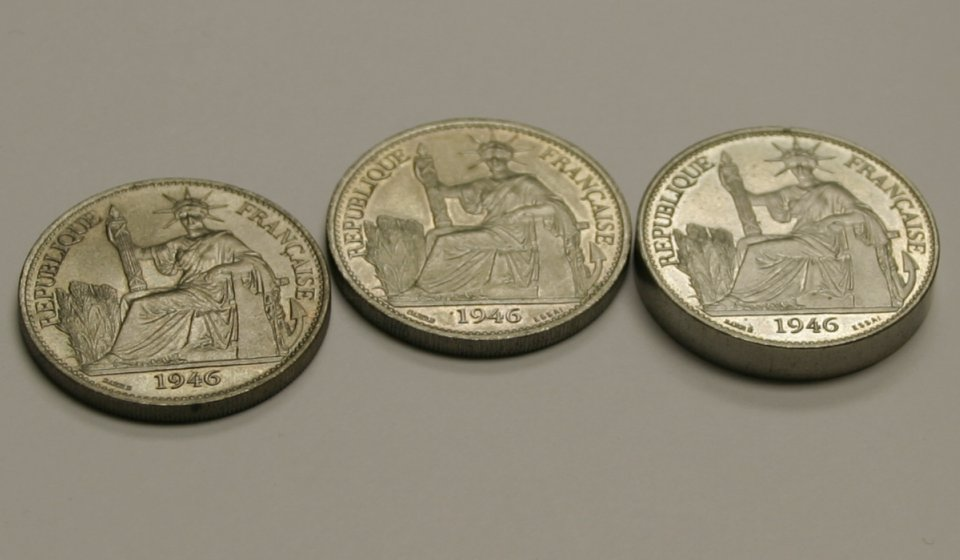
Porównanie monet (od lewej): zwykłej, próbnej i piedforta

Piedfort (fr. pied-fort, piéfort, dosł. mocna stopa), również piefort – moneta, która została wybita na znacznie grubszym krążku niż moneta zwykła, przez co jej masa jest dwukrotnie lub wielokrotnie większa. Początkowo piedforty były wybijane w średniowiecznych Francji oraz Anglii, a z czasem również w innych państwach europejskich. Współczesne piedforty mają charakter kolekcjonerski lub inwestycyjny.
Pierwsze piedforty pojawiły się w średniowieczu. Już w XII w. francuscy monarchowie uważali, że grubsze monety mogły służyć za prezent oraz manifestację bogactwa królestwa. Francuscy mincerze używali również piedfortów jako monety próbne lub wzory. W tym drugim przypadku tego typu monet zaczęto używać w Anglii za panowania Edwarda I. Nietypowa grubość krążków pozwalała odróżniać w mennicach w całym królestwie monety zwykłe od tych, które zostały przysłane z Londynu jako wzory. Ostatni piedfort o takim przeznaczeniu został wybity przez Królewską Mennicę Brytyjską w 1588 roku. W tym czasie władcy w reszcie Europy używali piedfortów jako prezentów dla członków swoich rad oraz nadwornych gości. Polskim przykładem piedfortów mogą być szeląg elbląski Augusta III Sasa z 1763, szóstak gdański Augusta III Sasa z 1763 lub sasko-polska złotówka (1/6 talara) Augusta III Sasa z 1763 roku.
Zwyczaj dawania grubszych monet w prezencie zanikł w XVIII wieku. Jednak pod koniec XIX wieku mennica w Paryżu rozpoczęła ponowne wybijanie nowych piedfortów, ale już do celów kolekcjonerskich. Królewska Mennica Brytyjska powróciła do wybijania tego typu monet w latach 80. XX wieku w celu emisji niewielkiej liczby srebrnych monet kolekcjonerskich upamiętniających różne rocznice lub wprowadzenie nowego wzoru monety.
Współcześnie piedforty wybija się w srebrze, jednak zdarzają się emisje w złocie lub platynie. Ze względu na kruszec oraz większą wagę spowodowaną niestandardową grubością piedforty są kupowane jako walory inwestycyjne.
W 2017 roku Królewska Mennica Brytyjska wybiła jako piedforta złotego suwerena. W 2019 roku Królewska Mennica Brytyjska wyemitowała serię srebrnych piedfortów upamiętniającą 50 lat obiegu monety o nominale pięćdziesięciu pensów.
Z okazji 90. rocznicy urodzin królowej Elżbiety II na Gibraltarze wyemitowano jako złotego piedforta podwójnego suwerena.